# Beau Hossler
Beau Hossler is een golfer uit de Verenigde Staten. 
In 2009 kwalificeerde de 14-jarige Beau zich voor het US Amateur Kampioenschap. In 2010 werd hij 2de bij The Ping Invitational achter Jordan Spieth.
In 2011 was de 16-jarige Beau de jongste speler die zich voor het US Open op de Congressional Country Club had gekwalificeerd. Hij was de derde 16-jarige deelnemer in de geschiedenis van het Open. Op de wereldranglijst (WAGR) stond hij toen op nummer 180. Een maand later bereikte hij ook de kwartfinale van het US Junior Amateur Championship en nog drie weken later eindigde hij bij het US Amateur op de 10de plaats.

In 2012 heeft hij zich weer voor het Open gekwalificeerd. Ondertussen zit hij nog op de Santa Margarita High School. Op de WAGR is hij nu nummer 77.

## Gewonnen
- 2011: Callaway Junior World Championship 15-17 op de Torrey Pines Golf Course
- 2012: Winn Grips Heather Farr Classic in Arizona
- 2013: SCGA Amateur op de San Diego Country Club
- 2014: Southern California Amateur, Western Amateur
- 2015: John Hayt Collegiate Invitational, Nike Collegiate Invite
- 2016: Arizona Intercollegiate, Jones Cup Invitational

## Teams
- Junior Ryder Cup: 2012 (winnaars)
- Eisenhower Trophy: 2014 (winnaars)
- Palmer Cup: 2015 (winnaars)
- Walker Cup: 2015